# NGC 7685
NGC 7685 est une vaste galaxie spirale barrée (intermédiaie ?) située dans la constellation des Poissons. NGC 7685 a été découverte par l'astronome germano-britannique William Herschel en 1785.

## Caractéristiques
La classe de luminosité de NGC 7685 est III et elle présente une large raie HI.

### Distance
Sa vitesse par rapport au fond diffus cosmologique est de 4 793 ± 26 km/s, ce qui correspond à une distance de Hubble de 77,8 ± 5,5 Mpc (∼254 millions d'al).
À ce jour, trois mesures non basées sur le décalage vers le rouge (redshift) donnent une distance de 87,400 ± 2,594 Mpc (∼285 millions d'al), ce qui est légèrment à l'extérieur des valeurs de la distance de Hubble. Notons que c'est avec la valeur moyenne des mesures indépendantes, lorsqu'elles existent, que la base de données NASA/IPAC calcule le diamètre d'une galaxie et qu'en conséquence le diamètre de NGC 7685 pourrait être d'environ 66,6 kpc (∼217 000 al) si on utilisait la distance de Hubble pour le calculer. 

### Brillance de surface
En raison de sa brillance de surface égale à 14,34 mag/am2, on peut qualifier NGC 7686 de galaxie présentant une faible brillance.

### Radiogalaxie
En se basant sur HyperLeda, NED indique que NGC 7685 est une radiogalaxie.